# Omias
Omias — род жесткокрылых семейства долгоносиков.

## Экология
Большая часть видов обитатели степей и лесостепей. Личинки развиваются в почве главным образом на корнях злаков.
Взрослые жуки питаются преимущественно генеративными частями злаков и других травянистых растений и кустарников.

## Виды
Некоторые виды рода:
- Omias alboornatus Reitter, 1894)
- Omias armatus Seidlitz, 1868)
- Omias atticus (Pic, 1902)
- Omias borysthenicus Korotyaev, 1992
- Omias brancsiki (Reitter, 1906)
- Omias bulgaricus (Purkyne, 1949)
- Omias compactus (Angelov, 1973)
- Omias concinnus Boheman, C.H. in Schönherr, CJ., 1834
- Omias crinitoides (Angelov, 1973)
- Omias crinitus (Reitter, 1906)
- Omias cylindrirostris (Angelov, 1973)
- Omias focarilei (Pesarini, 1972)
- Omias formaneki (Reitter, 1906)
- Omias globosus Gyllenhal, 1834
- Omias globulus (Boheman, 1843)
- Omias graecus (Stierlin, 1884)
- Omias haematopus Rosenhauer, 1856
- Omias hanaki Frivaldszky, J., 1866
- Omias helleri (Reitter, 1906)
- Omias indutus Kiesenwetter, 1864
- Omias inermis (Solari, 1926)
- Omias krueperi (Stierlin, 1888)
- Omias laevis (Angelov, 1973)
- Omias lonai (Solari, 1926)
- Omias matejkai (Purkyne, 1949)
- Omias moczarski (Angelov, 1973)
- Omias mollinus Boheman, C.H. in Schönherr, CJ., 1834
- Omias montanus (Angelov, 1973)
- Omias murinus (Boheman, 1843)
- Omias nitidulus (Vitale, 1904)
- Omias oertzeni (Stierlin, 1887)
- Omias ossae (Purkyne, 1949)
- Omias punctatus (Angelov, 1973)
- Omias pustulatus (Seidlitz, 1868)
- Omias rotundatus (Fabricius, 1792)
- Omias sandneri (Reitter, 1906)
- Omias seminulum (Fabricius, 1792)
- Omias squamulatus Borovec, 1998
- Omias taygetanos (Purkyne, 1949)
- Omias verruca Steven, 1829